# フィンセント・ウィレム・ファン・ゴッホ
フィンセント・ウィレム・ファン・ゴッホ（Vincent Willem van Gogh, 1890年1月31日 - 1978年1月28日）は、オランダのエンジニア。画家フィンセント・ファン・ゴッホの弟テオの長男。ゴッホ美術館の設立に尽力し、ゴッホの手紙の編纂・出版も行った。

## 生涯

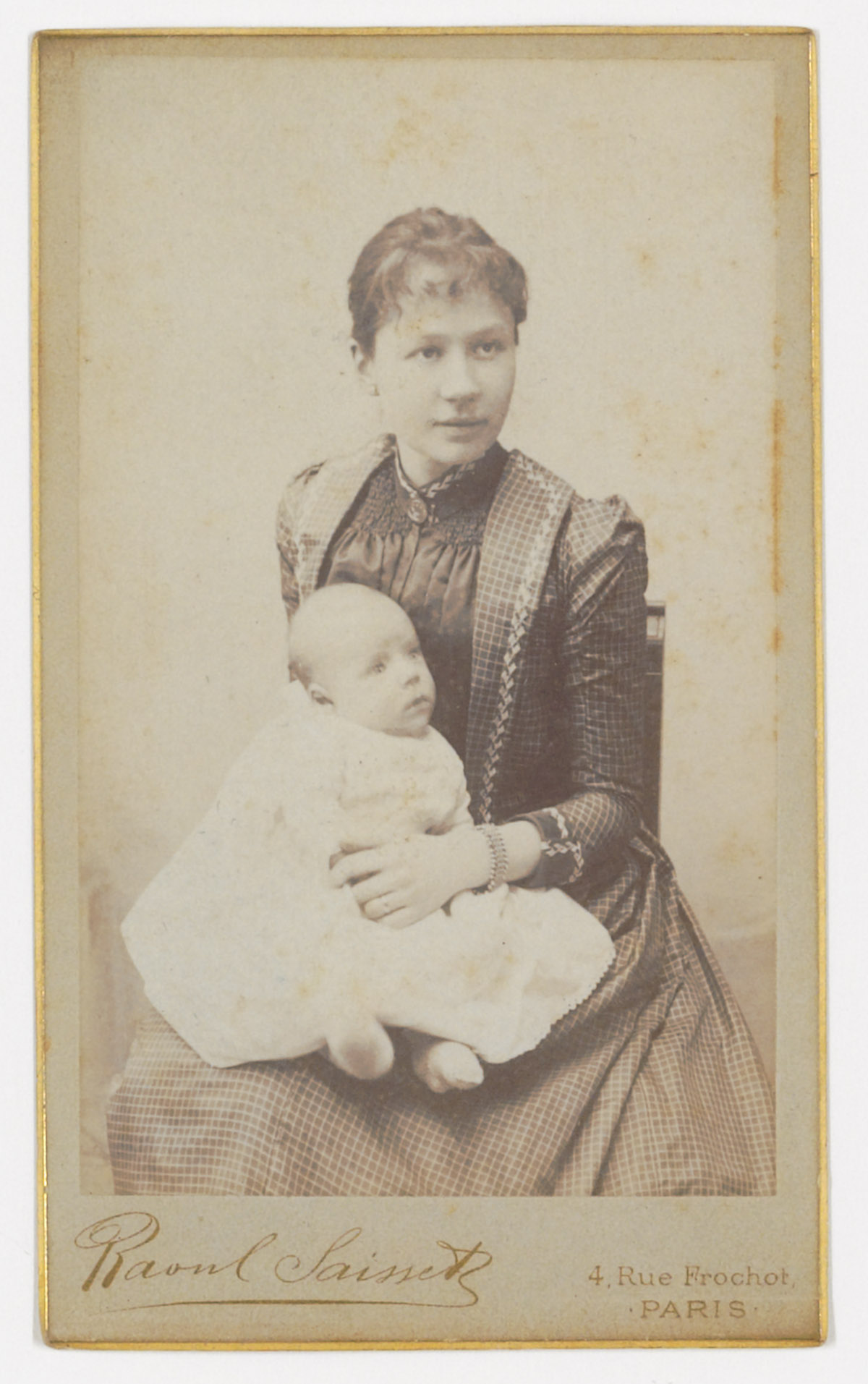
母ヨーに抱かれるフィンセント・ウィレム（1890年）

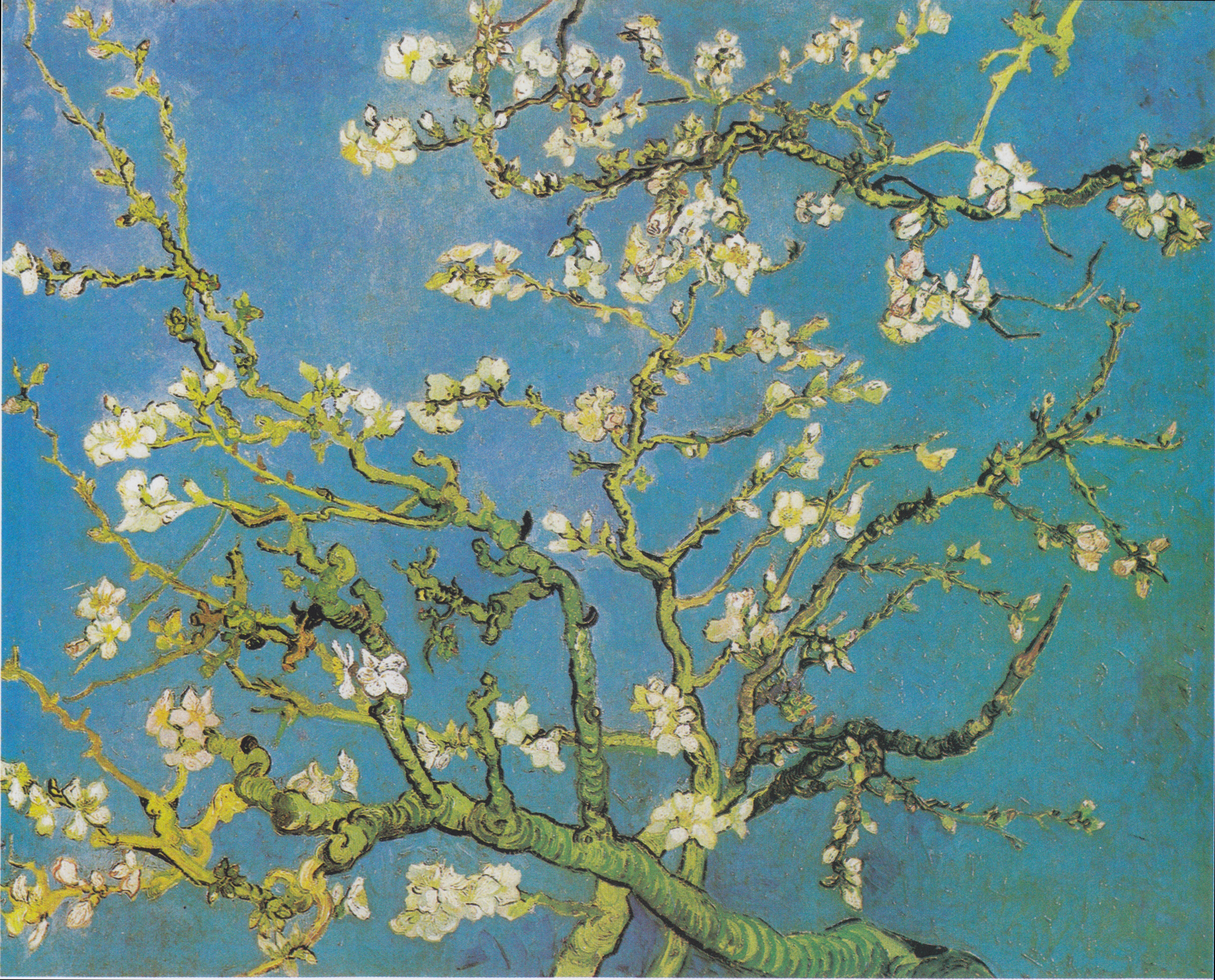
「花咲くアーモンドの木の枝」（1889年、ゴッホ美術館蔵）
ゴッホがフィンセント・ウィレムの誕生を祝って弟テオに贈ったもの。

1890年、パリで、画商会社ブッソ・ヴァラドン商会（旧グーピル商会）に勤める父テオと母ヨハンナ・ファン・ゴッホ＝ボンゲル（ヨー）の間に長男として生まれた。。
テオは長男が生まれると、当時サン＝レミの精神病院に入院していた兄フィンセントに手紙で知らせ、名前を兄のフルネームであるフィンセント・ウィレムにしようと思うと伝えた。フィンセントはテオに「吉報を受け取って言葉で表せないほど嬉しい」という手紙を送っている。そして、甥のために『花咲くアーモンドの木の枝』を描いた。この年の5月、フィンセントはサン＝レミの精神病院を退院し、パリを訪れて絵を贈り、近郊の村オーヴェル＝シュル＝オワーズに向かった。テオ一家がパリからオーヴェルを訪れる交流もあったものの、フィンセントは7月29日に自殺した。
1891年1月25日、1歳の誕生日を迎えるわずか6日前に父テオが病死。母ヨーは、幼いフィンセント・ウィレムと義兄の遺作約200点を抱えてオランダに移り、その年の春からアムステルダム近郊の村バッセムに住み始めた。1901年、ヨーが画家ヨハン・コーヘン・ホッスハルクと再婚し、一家は1903年にアムステルダムに移った。
1907年、デルフト工科大学に入学して機械工学を学び、1914年、卒業した。その後、フランス、アメリカ合衆国、日本などでエンジニアとして働いた。1920年初頭、オランダに戻り、学生時代からの友人Ernest Hijmansとともに、オランダで初めての経営コンサルタント会社を設立した。名前が同じ画家ゴッホとの混同を避けるため、甥であるフィンセント・ウィレムのことを「エンジニア（技師）」と呼んで区別することがある。
1925年、母ヨーが亡くなり、フィンセントの絵、素描、手紙などを相続した。彼女はフィンセントの絵画作品だけでなく、その手紙を世に広めることを志し、1914年にテオ宛の書簡集を発行していたが、フィンセント・ウィレムはその使命も引き継いだ。1932年、テオからゴッホに宛てた手紙をまとめた書簡集を出版した。さらに、第二次世界大戦後、テオ宛の書簡だけでなく、エミール・ベルナール、アントン・ファン・ラッパルトなどその他の人物との手紙のやり取りもまとめた完全版書簡集の出版を計画し、ゴッホ生誕100年に合わせて、1952年から1954年までの間に、オランダで全4巻の書簡集を出版した。
1962年、オランダ政府の承認を得て、フィンセントのコレクションをゴッホ財団に移転した。その際、政府は美術館を建設し、コレクションを一般に公開することを引き受けた。それ以降、フィンセント・ウィレムは、美術館の計画・建設に尽力し、1973年6月3日、アムステルダムにゴッホ美術館が開館した。
1977年には、ゴッホの手紙のファクシミリ版を出版した。

## 家族
母ヨーによる『フィンセント・ファン・ゴッホの思い出』（東京書籍、2020年）が訳・出版されている。
最初の妻Josina Wibautの間には、3男1女を儲けた。長男テオドールは大戦末期の1945年3月8日、ナチス・ドイツに対するレジスタンス行為を理由に逮捕・処刑された。二男ヨハンは、映画監督テオ・ファン・ゴッホの父である。再婚相手Nelly van der Gootとの間には子はいなかった。